# ابوالاسود دؤلی
ابوالاَسوَد دُؤَلی (زادهٔ حدود ۱۶ قبل از هجرت/ حدود ۶۰۳ میلادی – درگذشتهٔ ۶۹ قمری/ برابر با تا ۶۸۸ میلادی در بصره) از اصحاب علی بن ابی‌طالب، پایه‌گذار علم نحو عربی و شاعر صدر اسلام است.

## زندگی‌نامه
ابوالاسود دُؤَلی در حدود سال ۱۶ قبل از هجرت متولد شد. او از قبیلهٔ کنانه بود (و طبق برخی نقل ها از ایرانیان دیلمی و یا بصری بود) و عالمی توانا و محدثی بزرگ به‌شمار می‌رود. وی جزو تابعین است و از اصحاب علی بن ابی‌طالب به‌شمار می‌رود. وی در جنگ‌های متعددی شرکت جست، از جمله جمل، صفین و نهروان.

## مناصب
در زمان خلافت علی بن ابی طالب، ابوالأسود قاضی بصره و کاتب ابن عباس بود. پس از ترک امارت بصره توسط ابن عباس و انتصاب زیاد بن ابیه به ولایت فارس و کرمان، در سال آخر خلافت علی به فرمانداری بصره منصوب شد.

## واضع علم نحو
ابوالأسود دؤلی را «مَلِک‌النّحو» (یعنی «پادشاه نحو») لقب داده‌اند. وی، با اشارهٔ علی بن ابی‌طالب، علم نحو را بنیان‌گذاری کرد. او همچنین اولین کسی بود که قرآن را اعراب‌گذاری کرد.

## شعر
ابوالأسود شاعری برجسته به‌شمار می‌رود و دیوان شعر وی نیز به چاپ رسیده‌است. وی اشعاری در مرثیهٔ حسین بن علی و نیز در مدح علی بن ابی‌طالب سروده‌است.

## درگذشت
ابوالأسود در سال ۶۹ هـ. ق در بصره بر اثر بیماری درگذشت.

## بازماندگان
طغرایی اصفهانی، وزیر شهید ایرانی از نسل ابوالأسود دُؤَلی است.